# Bator Sambuev
Bator Sambuev (en russe : Батор Самбуев : Bator Sambouïev) est un joueur d'échecs russe puis canadien né le 25 novembre 1980 à Oulan-Oudé en Union Soviétique, grand maître international depuis 2006. Il est affilié à la Fédération canadienne des échecs depuis 2010 et joue sous le drapeau canadien depuis octobre 2011.
Au 1er avril 2021, il est le quatrième joueur canadien avec un classement Elo de 2 514 points.

## Biographie et carrière
En 2015, Sambuev participa à la finale du championnat de Russie des moins de 16 ans. En 2001, il finit troisième ex æquo du mémorial Pripis à Moscou. Il remporta le mémorial Botvinnik en 2002 et l'open Victoria à Moscou en 2003. Il disputa la finale du championnat de Russie d'échecs en 2003. En 2004, il finit premier ex æquo de l'open de Voronej.
Bator Sambuev finit deuxième ex æquo de l'open du Canada en 2007 à Ottawa. Il remporta le championnat du Canada en 2011], ex æquo avec Eric Hansen et remporta le match de départage (1,5 à 0,5). Sambuev ne put participer à la Coupe du monde d'échecs 2011 car il n'avait pas encore finalisé son transfert (changement de fédération) de la Russie vers le Canada. 
L'année suivante, en août 2012, il remporta un deuxième titre de champion du Canada à Montréal avec 8,5 points sur 9 et 1,5 points d'avance sur Anton Kovalyov et participa à l'Olympiade d'échecs de 2012, marquant 3 points sur 9 sans aucune partie nulle au premier échiquier. 
Le championnat du Canada de 2012 était un tournoi zonal, qualificatif pour la Coupe du monde d'échecs 2013 disputée à Tromsø en Norvège où il battit le Russe Aleksandr Morozevitch lors de la première ronde. Bator Sambuev perdit le match après départage en parties rapides (score final : 1,5 à 2,5).
Bator Sambuev représenta le Canada au quatrième échiquier lors de l'Olympiade d'échecs de 2014 et marqua 6 points sur 10.
En 2015, Bator Sambuev remporta l'open de Montréal avec 5 points sur 5. Il gagna un troisième titre de champion du Canada en 2017 après départage contre Nikolay Noritsyn.
Le championnat du Canada de 2017 était un tournoi zonal, qualificatif pour la Coupe du monde d'échecs 2017 disputée à Tbilissi où Bator Sambuev battit le Chinois Wei Yi lors de la première ronde puis  perdit le match 1,5 à 2,5 après les départages.